# سفارة إسبانيا في تونس
سفارة إسبانيا في تونس هي أرفع تمثيل دبلوماسي لدولة إسبانيا لدى تونس. تقع السفارة في وهي تهدف لتعزيز المصالح الإسبانية في تونس.

## وصلات خارجية
- قائمة سفارات إسبانيا
- قائمة السفارات في تونس